# Mercator (commedia)
Il Mercator (Il mercante) è una commedia di Tito Maccio Plauto, ispirata alla commedia greca Emporos scritta da Filemone (Plauto si ispirò a Filemone anche per la Mostellaria e il Trinummus).
Il Mercator è composto da 1026 versi ed è stato suddiviso in 5 atti in età umanistica.

## Trama
Il giovane ateniese Carino, al ritorno da un viaggio d'affari, porta con sé in patria la bella schiava di Rodi Pasicompsa, con il pretesto di donarla alla madre come ancella. Anche il padre del giovane, Demifone, se ne invaghisce e, per ottenerla, induce l'amico Lisimaco ad acquistarla da Carino e a nasconderla in casa propria, ad insaputa della moglie Dorippa. Dopo una serie di intrighi, il padre vizioso viene smascherato ed il figlio riesce così a recuperare la giovane.